# Thagria introducta
Thagria introducta är en insektsart som beskrevs av William Lucas Distant 1908. Thagria introducta ingår i släktet Thagria och familjen dvärgstritar. Inga underarter finns listade i Catalogue of Life.